# Вендоне
Вендо̀не (на италиански: Vendone; на лигурски: Vendùn, Вендун) е село и община в Северна Италия, провинция Савона, регион Лигурия. Разположено е на 398 m надморска височина. Населението на общината е 397 души (към 2011 г.).